# 西关大屋
西关大屋，俗称古老大屋，是中国广州市荔湾区西关一带兴建的富有岭南特色的传统民居，多為名門望族、官僚巨賈所建。大部分西关大屋兴建于清朝同治、光绪年间，主要分布在多宝路、宝华路、龙津路西、上下九路等地。最著名的西关大屋有坐落于宝源北街18号的“梁资政第”、坐落于多宝路的邓宫保第以及坐落于宝华路正中的钟家花园等，但现已不复存在。

## 建筑特点

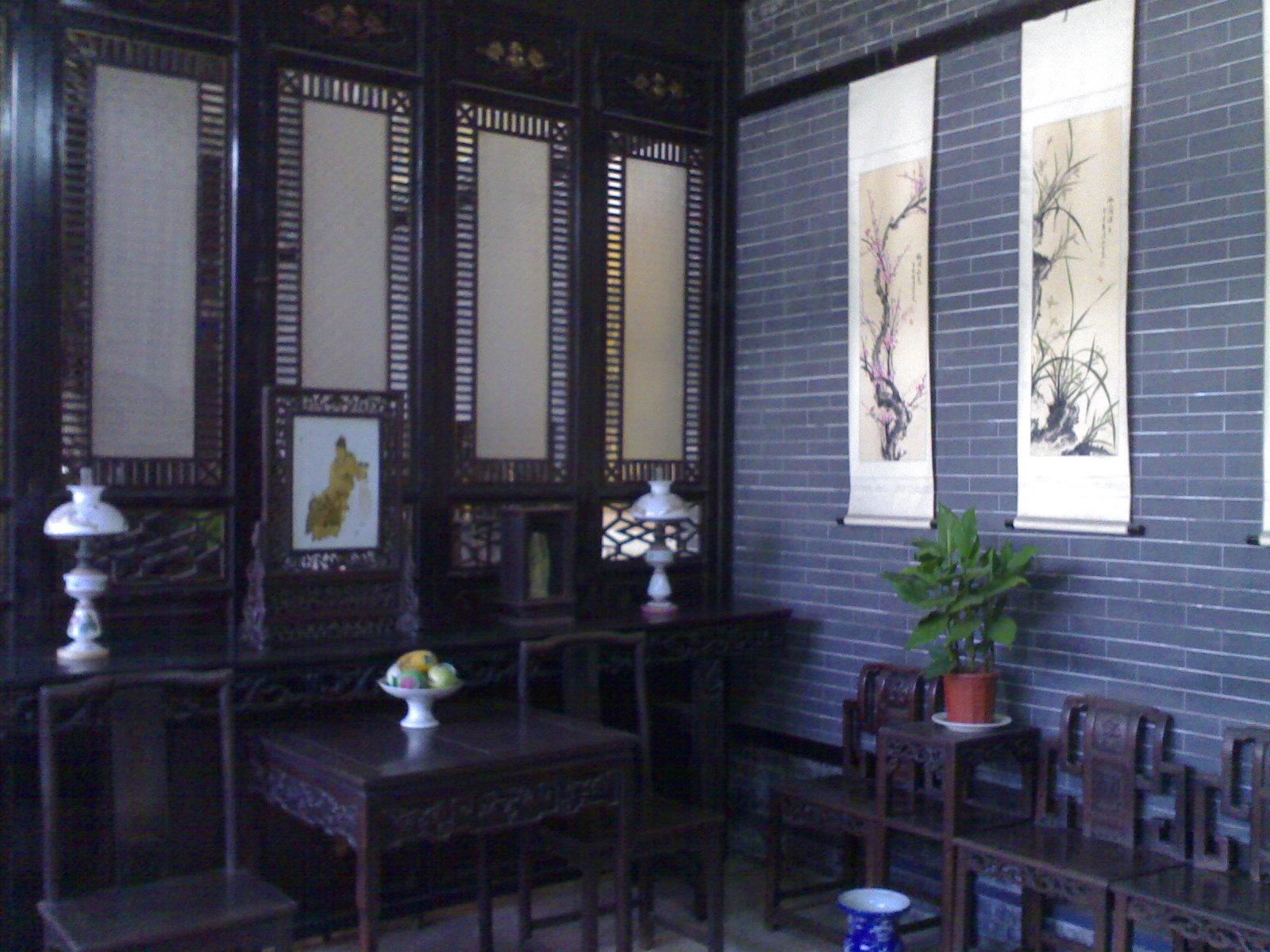
室內佈局

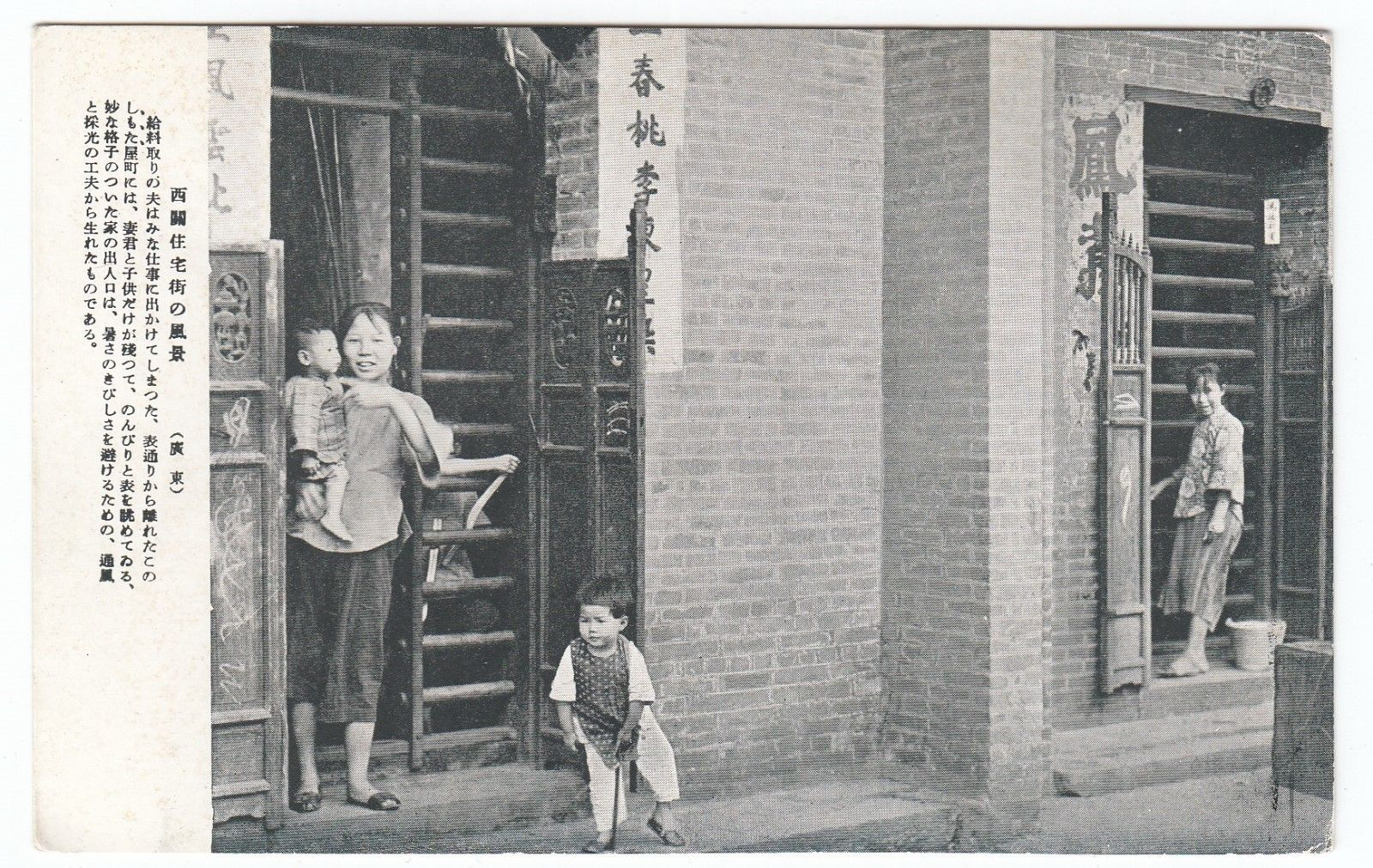
西关大屋的三重门

西关大屋多为砖木结构、青砖石脚、高大正门用花岗石装嵌。其平面布局按中原传统的正堂屋形式，基本上是纵深方向展开。其设计为三间两廊，每厅为一进，全屋分二至三进。整体呈左右对称设计，中间为主要厅堂，从进门起分别为门厅（门官厅）、轿厅（茶厅）、正厅（神厅、大厅）、头房（长辈房）、二厅（饭厅）、二房（尾房）。厅之间用小天井隔开，天井上加小屋盖，设有高侧窗或天窗采光通风。厅两侧分别有书房和客房。门口装修设矮脚吊扇门、趟栊、硬木门等三重门扇。大屋两侧各有一条青云巷。其室内装修和陈设讲究，精巧雅致的木雕花饰，富有特色的满洲窗和槛窗装嵌着书画图案的彩色玻璃，名贵典雅的红木家具，处处都散发着浓郁的岭南韵味。现在龙津西路、逢源路一带比较集中的典型西关大屋民居已划为西关大屋建筑保护区。

### 趟櫳門
趟栊由十余根杯口粗的横木镶于两根竖板上，坚板下方安装有铁轨的“趟”字作动词解，意为拉动，拉动的方向并无一定的讲究，有的向左，也有的向右。趟栊的锁设在拉向的另一侧，暗藏于大木门后，是木制的顶闩，只须人在屋内用指轻按下，即可顶死趟栊不能开合。趟栊的作用是通风与防盗，它的木料由杉木或柚木、坤甸等所制，小孩已不能钻过其间空隙，而又不易锯断，对于防盗甚为有效。趟栊几乎都是素身无装饰的，仅在用料上有别，及在竖板的顶部雕成如意云纹。有极少的大屋在竖板朝外一侧刻有博古花纹等。